# János Zörgő
János Zörgő (maďarsky Zörgő János; * 19. září 1919 Žilina) je bývalý maďarský fotbalový útočník a trenér. V Československu působil jako repatriant po druhé světové válce.

## Hráčská kariéra
V maďarské lize hrál za Törekvés SE, Újpest FC, Diósgyőri MÁVAG, Nemzeti Nehézipari Munkások Kinizsi SC (dobový název Vasasu) a Kőbányai Barátság. V československé lize hájil barvy ŠK Žilina. V letech 1947–1950 působil v italském Pratu, kde nastupoval v Serii B (1947/48: 33 zápasy/5 branek, 1949/50: 29/4) a Serii C (1948/49: 38/6, postup). V ročníku 1950/51 byl hráčem třetiligového Rimini.
Z Itálie přesídlil do Portugalska, kde hrál portugalskou ligu za FC Porto a Boavista FC (hrající trenér).

### Prvoligová bilance
| Ročník             | Zápasy | Góly | Minuty | Klub      |
| ------------------ | ------ | ---- | ------ | --------- |
| I. liga 1945/46    | –      | 0    | –      | ŠK Žilina |
| I. liga 1946/47    | –      | 1    | –      | ŠK Žilina |
| CELKEM I. ČS. LIGA | –      | 1    | –      |           |

## Trenérská kariéra
Po skončení hráčské kariéry se stal trenérem. Začínal ještě jako hráč v klubu SC Vila Real, trénoval také Boavistu a poté vedl FC Avintes. V sezonách 1958/59 a 1959/60 trénoval SC Covilhã. Jeho dalšími působišti byla SCU Torreense (podzim 1964), CD Montijo (1970/71), Almada AC (1972/73) a SC Olhanense (1978/79).